# وزارة الإعلام (الكويت)
وزارة الإعلام الكويتية هي إحدى الهيئات الحكومية في دولة الكويت، أُنشِئت في 7 يناير 1979، يتولى الوزارة حاليًّا عبد الرحمن بداح المطيري.